# Província de Vicenza
La província de Vicenza és una província que forma part de la regió del Vèneto dins Itàlia. La seva capital és Vicenza.
Limita al nord i a l'oest amb el Trentino-Alto Adige (província de Trento), al nord-est amb la província de Belluno i la província de Treviso, al sud-est amb la província de Pàdua, i a l'oest per la província de Verona.
Té una àrea de 2.722,53 km², i una població total de 865.413 hab. (2016). Hi ha 121 municipis a la província.